# Hermanus
Hermanus – miasto w Republice Południowej Afryki, w Prowincji Przylądkowej Zachodniej.
W mieście żyje 10 457 ludzi (2011).

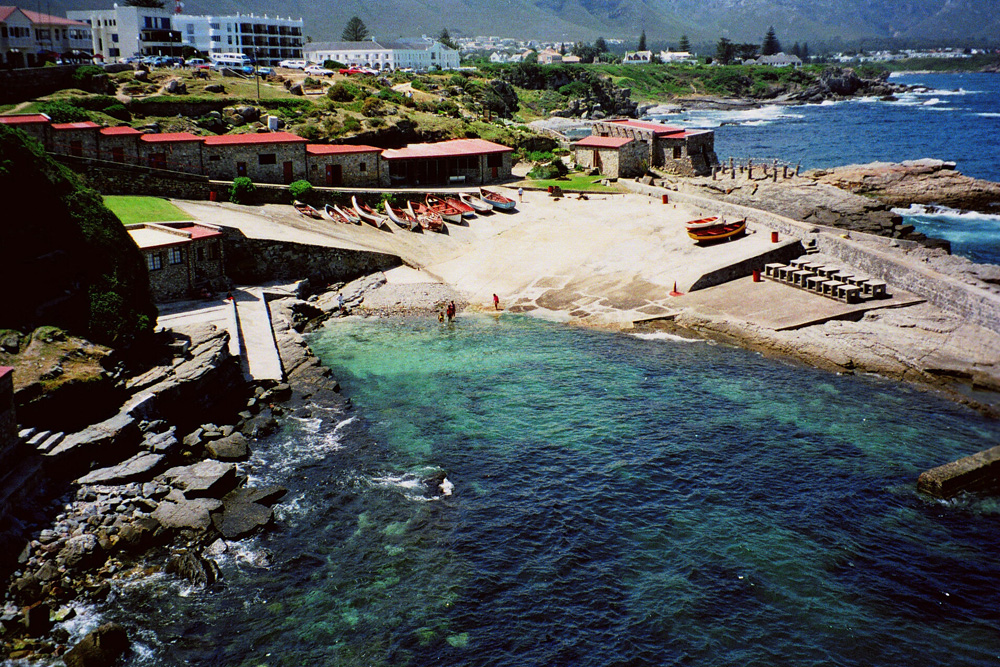
Nabrzeże

Pierwotnie nosiło nazwę Hermanuspietersfontein.
Hermanus jest znanym ośrodkiem turysycznym, tutejszą atrakcją są zimowo-wiosenne wizyty wielorybów.
Miasto leży nad zatoką Walker Bay, około 115 km na południowy wschód od Kapsztadu.